# امسكسلان تلات اضان (البرجة)
امسكسلان تلات إيضان هو دُوَّار يقع بجماعة أولاد مومنة، إقليم شيشاوة، جهة مراكش آسفي في المملكة المغربية. ويضم 6 دواور ثلاث إيضان والظهر وايت لشݣر وايت فكنيش وايت عيسى وايت ناجم وينتمي الدوّار لمشيخة البرجة التي تضم 15 دوار. يقدر عدد سكانه بـ 689 نسمة حسب الإحصاء الرسمي للسكان والسكنى لسنة 2004.

## روابط خارجية
- البوابة الوطنية للجماعات الترابية
- المندوبية السامية للتخطيط